# Acrodontis
Acrodontis là một chi bướm đêm thuộc họ Geometridae.

## Các loài
- Acrodontis aenigma (Prout, 1914)
- Acrodontis fumosa Prout
- Acrodontis insularis Holloway, 1993
- Acrodontis kotschubeji Sheljuzhko, 1944